# Rockstar (альбом Долли Партон)
Rockstar  — сорок девятый сольный студийный альбом американской певицы Долли Партон, вышедший 17 ноября 2023 года на лейбле Партон Butterfly Records и на Big Machine. Альбом представляет собой совместный проект с различными рок-музыкантами и является первым выходом Партон в этот жанр.
В сборнике смешаны оригинальные и кавер-версии песен, а также представлен длинный список именитых гостей, среди которых Пэт Бенатар, Майли Сайрус, Мелисса Этеридж, Мик Флитвуд, Питер Фрэмптон, Джоан Джетт и группа The Blackhearts, Элтон Джон, Lynyrd Skynyrd, Пол Маккартни, Стиви Никс, Крис Стэплтон, Ринго Старр, Стинг и Стивен Тайлер.
Лид-сингл «World on Fire» был выпущен 11 мая 2023 года. Второй сингл «Magic Man» вышел 15 июня при участии Энн Уилсон. Третий сингл «Bygones» вышел 16 июня. Четвёртый сингл «We Are the Champions»/«We Will Rock You» был выпущен 21 июля 2023 года. Версия песни Партон «Let It Be» с участием оставшихся в живых битлов Пола Маккартни и Ринго Старра была выпущена в качестве пятого сингла альбома 18 августа 2023 года.
Партон исполнила дуэтом песню «Wrecking Ball» с Майли Сайрус в новогоднюю ночь 2022 года, а также исполнила песню «World on Fire» на 58-й церемонии вручения премии Академии кантри-музыки в мае 2023 года. Альбом получил в целом положительные отзывы критиков.

## Предыстория и релиз
Партон была номинирована на включение в Зал славы рок-н-ролла в 2022 году, но первоначально отказалась от этой чести, поскольку её музыкальный вклад связан с кантри, а не с роком. В ответ она заявила о своём намерении записать альбом рок-кавер-версий с участием гостей из этого жанра, чтобы обосновать своё включение. На церемонии введения в Зал славы Партон исполнила оригинальную песню «Rockin'».
В течение нескольких месяцев она обращалась к различным соавторам, в том числе к нескольким артистам, с которыми она выступала на церемонии включения в Зал славы, например, к членам 2022 года Пэт Бенатар, Нилу Джиральдо, Саймону Ле Бону и Робу Хэлфорду, а также к другим гостям — Пинк, Брэнди Карлайл и Шерил Кроу. Партон официально объявила о записи альбома 30 ноября в Ночном шоу с Джимми Фэллоном. 17 января 2023 года она рассказала о выходе альбома в эпизоде ток-шоу The View, а 11 мая представила предварительный просмотр трека «World on Fire».
Британский гитарист Питер Фрэмптон был привлечён к записи после того, как его общий друг исполнил в альбоме бэк-вокал вместе с американским певцом Стивеном Тайлером. Он сразу же позвонил своему менеджеру и на следующий день переговорил с продюсером Кентом Уэллсом, чтобы исполнить соло на гитаре, а также вокал во втором треке. Партон просила Мика Джаггера исполнить вокал в кавер-версии песни Rolling Stones, но у него были проблемы с расписанием, и он не смог воссоединить Led Zeppelin Джимми Пейджа и Роберта Планта для её новой кавер-версии «Stairway to Heaven», любимой песни её мужа Карла Дина. Её любимым соавтором был кантри-музыкант Крис Стэплтон.
До обнародования официального трек-листа Партон исполнила песню «Wrecking Ball» со своей крестницей Майли Сайрус на её новогоднем шоу. Впервые Партон исполнила лид-сингл альбома «World on Fire» на 58-й церемонии вручения наград Академии кантри-музыки 11 мая 2023 года.

## Отзывы
| Совокупная оценка | Совокупная оценка |
| Источник          | Оценка            |
| ----------------- | ----------------- |
| Metacritic        | 68/100            |
| Оценки критиков   |                   |
| Источник          | Оценка            |
| Classic Rock      | [ 22 ]            |
| The Independent   | [ 23 ]            |
| Mojo              | [ 24 ]            |
| Pitchfork         | 5.2/10            |
| PopMatters        | 7/10              |
| Slant Magazine    | [ 27 ]            |

На агрегаторе рецензий Metacritic на основе 16 отзывов критиков Rockstar получил оценку 68 из 100, что свидетельствует о «в целом благоприятном» приеме. Дана Поланд из Slant Magazine написала, что «к её чести, Партон всё же удаётся заставить Rockstar звучать и ощущаться как альбом Долли Партон, во многом благодаря её характерному твангу. Она и продюсер Кент Уэллс внесли в эти песни несколько тонких изменений […], хотя более изобретательные аранжировки могли бы отличить эти версии от оригиналов» Classic Rock назвал его «монументально отвратительным, но странно великолепным альбомом», а Mojo счёл, что «даже если есть моменты, когда Rockstar кажется недоукомплектованным, вы должны восхищаться её смелостью»..
Питер Пьятковски из PopMatters написал, что «несмотря на жеманство рок-звезды, Rockstar — это кантри-поп альбом, который перепрыгивает через различные жанры», включая диско в «Heart of Glass», и хотя на пластинке представлены «дико разные стили, Партон не кажется потерянной или дрейфующей, даже если её прекрасная трель зажата перед гудящими электрогитарами». Эллисон Хасси из Pitchfork назвала альбом «плотной и звёздной коллекцией, которая звучит как самая дорогая караоке-вечеринка тысячелетия», но считает, что «более нежные моменты не могут обогнать её подтекстовый багаж», а заканчивается альбом «11-минутным пердёжом заключительного клише». Хелен Браун из The Independent нашла альбом «настолько длинным, что он может показаться затянутым», но «после всей сверкающей радости и трепещущей надежды, которую Партон подарила миру, трудно отказать ей в небольшом веселье».

## Коммерческий успех
После 55 лет работы в качестве звукозаписывающей артистки Долли Партон впервые попала в рок-чарт: 20 мая 2023 года сингл «World on Fire» дебютировал на 13-м месте в рейтинге продаж цифровых рок-песен Billboard Rock Digital Song Sales. Через неделю он достиг там первого места, а также был № 3 в чарте Country Digital Song Sales, № 4 в чарте Digital Song Sales, № 16 в чарте Canadian Digital Song Sales, № 21 в чарте Hot Rock Songs и № 26 в чарте Hot Rock and Alternative Songs.
В мае песня «World On Fire» лидировала в течение недели, а версии Партон песен The Beatles «Let It Be» (с участием Маккартни и Старра) и Сайрус «Wrecking Ball» (с участием Сайрус) заняли 2-е и 6-е места соответственно в сентябре и ноябре.
Альбом дебютировал на первом месте в кантри-чарте Top Country Albums (в 9-й раз в карьере Партон) с тиражом 128,000 альбомных единиц, включая 118,000 альбомных продаж, и впервые стал № 1 в рок-чарте Top Rock & Alternative Albums (а также в Top Rock Albums). Альбом дебютировал на 3-й позиции в общежанровом рейтинге Billboard 200, что стало третьим попаданием Партон в топ-10 и самым высоким местом в её карьере. Ранее она побывала в этом списке с альбомом Blue Smoke (№ 6 в 2014 году) и Trio, совместным альбомом с Линдой Ронстадт и Эммилу Харрис (№ 16 в 1987 году). Его продажам в первую неделю способствовало то, что он был доступен в таких магазинах, как Barnes & Noble, Cracker Barrel, Dollar General и Target. Впервые Партон попала в Top Country Albums с альбомом Hello, I’m Dolly в ноябре 1967 года. Первым из 49 дисков, попавших в Топ-10, она получила с альбомом Just Between You and Me с Портером Вагонером (№ 8, март 1968 год), а впервые заняла первую первую строчку — с 34-м альбомом New Harvest… First Gathering в 1977 году, который лидировал в течение недели в мае того же года. А последний раз она лидировала в 2020 году с альбомом A Holly Dolly Christmas.
Rockstar также дебютирует на вершине чарта продаж альбомов всех жанров Top Album Sales, став там первым № 1 для Партон. Из 118 500 альбомных продаж Rockstar за первую неделю продаж, физические продажи составили чуть более 96 000 (78 000 на CD, 18 000 на виниле и незначительная сумма на кассетах), а продажи альбома для цифрового скачивания — чуть более 22 000 единиц.

## Список композиций
| №   | Название                                                                                        | Автор(ы)                                                                       | Продюсеры                                     | Длительность |
| --- | ----------------------------------------------------------------------------------------------- | ------------------------------------------------------------------------------ | --------------------------------------------- | ------------ |
| 1.  | «Rockstar» (с Richie Sambora)                                                                   | Dolly Parton                                                                   |                                               | 4:36         |
| 2.  | «World on Fire»                                                                                 | Dolly Parton                                                                   | Parton Kent Wells                             | 4:21         |
| 3.  | «Every Breath You Take» (при участии Стинга)                                                    | Sting                                                                          |                                               | 4:22         |
| 4.  | «Open Arms» (при участии Steve Perry)                                                           | Jonathan Cain Steve Perry                                                      |                                               | 3:16         |
| 5.  | «Magic Man» (при участии Ann Wilson, а также Howard Leese)                                      | Ann Wilson Nancy Wilson                                                        | Parton Wells                                  | 5:02         |
| 6.  | «Long as I Can See the Light» (при участии John Fogerty)                                        | John Fogerty                                                                   |                                               | 4:11         |
| 7.  | «Either Or» (при участии Kid Rock)                                                              |                                                                                |                                               | 4:20         |
| 8.  | «I Want You Back» (при участии Steven Tyler, а также Warren Haynes)                             |                                                                                |                                               | 5:03         |
| 9.  | «What Has Rock and Roll Ever Done for You» (при участии Stevie Nicks, а также Waddy Wachtel)    | Stevie Nicks                                                                   |                                               | 5:01         |
| 10. | «Purple Rain»                                                                                   | Prince                                                                         |                                               | 7:51         |
| 11. | «Baby, I Love Your Way» (при участии Peter Frampton)                                            | Peter Frampton                                                                 |                                               | 4:58         |
| 12. | «I Hate Myself for Loving You» (при участии Joan Jett and the Blackhearts)                      | Desmond Child Joan Jett                                                        |                                               | 4:09         |
| 13. | «Night Moves» (при участии Chris Stapleton)                                                     | Bob Seger                                                                      |                                               | 5:39         |
| 14. | «Wrecking Ball» (при участии Miley Cyrus)                                                       | Cirkut Lukasz Gottwald David Kim Maureen McDonald Stephan Moccio Sacha Skarbek |                                               | 3:55         |
| 15. | «(I Can’t Get No) Satisfaction» (при участии P!nk и Brandi Carlile)                             | Mick Jagger Keith Richards                                                     |                                               | 3:53         |
| 16. | «Keep On Loving You» (при участии Kevin Cronin)                                                 | Kevin Cronin                                                                   |                                               | 3:26         |
| 17. | «Heart of Glass» (при участии Debbie Harry)                                                     | Debbie Harry Chris Stein                                                       |                                               | 3:41         |
| 18. | «Don’t Let the Sun Go Down on Me» (при участии Elton John)                                      | Elton John Bernie Taupin                                                       |                                               | 5:42         |
| 19. | «Tried to Rock and Roll Me» (при участии Melissa Etheridge)                                     | Melissa Etheridge                                                              |                                               | 3:49         |
| 20. | «Stairway to Heaven» (при участии Lizzo)                                                        | Jimmy Page Robert Plant                                                        |                                               | 7:08         |
| 21. | «We Are the Champions/We Will Rock You»                                                         | Freddie Mercury Brian May                                                      | Parton Wells                                  | 3:51         |
| 22. | «Bygones» (при участии Rob Halford, а также Nikki Sixx и John 5)                                | Parton Wells                                                                   | Parton Wells                                  | 3:59         |
| 23. | «My Blue Tears» (при участии Simon Le Bon)                                                      | Dolly Parton                                                                   |                                               | 4:03         |
| 24. | «What’s Up?» (при участии Linda Perry)                                                          | Linda Perry                                                                    |                                               | 4:38         |
| 25. | «You're No Good» (при участии Emmylou Harris и Sheryl Crow)                                     | Clint Ballard, Jr.                                                             |                                               | 3:14         |
| 26. | «Heartbreaker» (при участии Pat Benatar и Neil Giraldo)                                         | Geoff Gill Cliff Wade                                                          |                                               | 3:39         |
| 27. | «Bittersweet» (при участии Michael McDonald)                                                    |                                                                                |                                               | 4:03         |
| 28. | «I Dreamed About Elvis» (при участии Ronnie McDowell, а также The Jordanaires)                  | Dolly Parton                                                                   |                                               | 3:38         |
| 29. | «Let It Be» (при участии Paul McCartney и Ringo Starr, а также Peter Frampton и Mick Fleetwood) | John Lennon McCartney                                                          | Parton Wells Mick Fleetwood [a] Don Miggs [a] | 4:27         |
| 30. | «Free Bird» (при участии Lynyrd Skynyrd)                                                        | Allen Collins Ronnie Van Zant                                                  |                                               | 10:45        |

Уточнение
- ↑  — дополнительный продюсер

## Чарты
| Чарт (2023)                        | Высшая позиция |
| ---------------------------------- | -------------- |
| Австралия (ARIA)                   | 16             |
| Австралия (Country Albums, ARIA)   | 3              |
| Бельгия/Фландрия (Ultratop)        | 59             |
| Канада (Canadian Albums Chart)     | 18             |
| Нидерланды (Album Top 100)         | 17             |
| Германия (Offizielle Top 100)      | 18             |
| Ирландия (IRMA)                    | 70             |
| Новая Зеландия (RMNZ)              | 12             |
| Шотландия (Scottish Albums Chart)  | 2              |
| Швейцария (Schweizer Hitparade)    | 2              |
| Великобритания (UK Albums Chart)   | 5              |
| США (Billboard 200)                | 3              |
| США (Billboard Top Country Albums) | 1              |

## Сертификации
| Регион                                                                      | Сертификация | Продажи |
| --------------------------------------------------------------------------- | ------------ | ------- |
| США (RIAA)                                                                  | Золотой      | 500 000 |
| Данные о продажах + прослушиваниях приведены только на основе сертификации. |              |         |

## История выхода
| Регион | Дата           | Формат               | Лейбл                 |
| ------ | -------------- | -------------------- | --------------------- |
| Мир    | 17 ноября 2023 | 4LP — 2CD — 2Кассеты | Butterfly Big Machine |